# Chinenye Akinlade
Chinenye Akinlade (nacida Chinenye Ivy Ochuba) es una belleza nigeriana, campeona de concursos de belleza de Nigeria.
Es la séptima de ocho hermanos y también melliza. Tras concluir la educación secundaria en la Regan Memorial Secondary School, ganó la edición 2002 de la Srta. Belleza en Nigeria mientras aguardaba su admisión a la universidad. A pesar de ser favorita para la corona Miss Universo 2002, y quedar entre las diez primeras, no ganó. Fue Reina Continental africana de Belleza.
Anteriormente estudiante en la Universidad de Lagos, Chinenye completó su grado en Contabilidad y Finanzas por la Universidad de Greenwich, Londres en 2008, graduándose con una segunda clase superior. Regresó luego a Nigeria, donde se casó con el empresario Kunle Akinlade, con quien tuvo dos hijos, y trabajó para la compañía petrolífera ExxonMobil.